# Mileewa nigra
Mileewa nigra är en insektsart som beskrevs av Evans 1955. Mileewa nigra ingår i släktet Mileewa och familjen dvärgstritar. Inga underarter finns listade i Catalogue of Life.